# Pintura etrusca

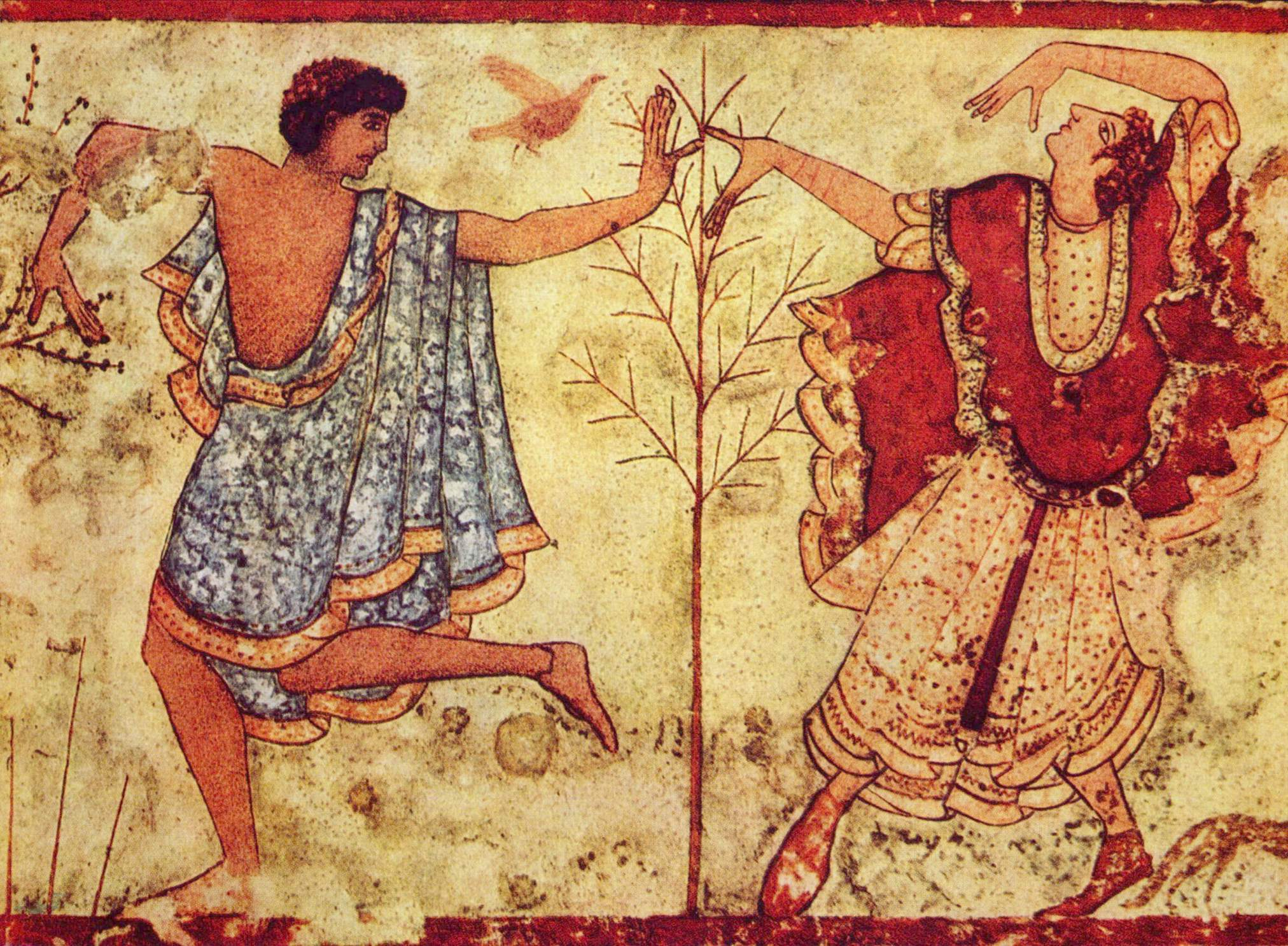
Pintura mural etrusca, representando a un músico, en la llamada «Tumba del Triclinio», en Tarquinia, h. 480 a. C.

Las pinturas etruscas que han llegado a los tiempos modernos son, en su mayor parte, frescos murales de tumbas, y principalmente de Palerme, en Sicilia. El hombre etrusco vivía plenamente la existencia terrenal confiado en una vida dichosa de ultratumba. Los vestigios de su arte así lo confirman, porque están dedicadas casi en exclusiva a la creencia del más allá. 
En el estudio de la pintura etrusca se diferencias tres épocas cronológicas: 
- el influjo oriental, entre el 700 y el 575 a. C., con dos subperíodos,
  - uno entre el 700 y el 625 a. C., con influencias fenicias y chipriotas, y
  - otro entre el 625 y el 575 a. C., con influencias griegas. Esta es la época del gran esplendor de la pintura etrusca.
- El tercer período se extiende hasta el siglo III a. C., ya de decadencia, hasta enlazar con la pintura romana.

Se ha relacionado con las culturas del Mediterráneo oriental. Se cree que las técnicas que usaron los etruscos son las mismas que usaban los pintores helénicos, ya que el arte etrusco parece seguir la misma evolución. Los temas reflejan sus creencias religiosas, el pensamiento acerca de la muerte y la esperanza de la vida eterna y gozosa tras el fallecimiento. Las tumbas eran labradas en la roca o construidas con grandes bloques de piedra. Dentro se colocaba el sepulcro y las paredes se pintaban al fresco, técnica permite que las pinturas perduren a lo largo de los siglos, ya que al secarse el yeso sobre el que se aplica el pigmento, la pintura pasa a formar parte de la propia pared.
Se representaban escenas que nada tenían que ver con la tristeza de la ausencia del ser querido, sino que presentan aspectos de lo que fue la vida del difunto, alegría y fiestas junto a su familia, juegos, cacerías, etc. Los etruscos copiaron profusamente el paisaje que tenían a su alrededor, tanto natural como social. Retrataban escenas mitológicas y funerarias.
Todo se dispone armoniosamente en una decoración geométrica dividida en bandas, techos, frisos, y toda la estancia. Las figuras están marcadas por fuertes trazos, lo que nos habla de un importante dominio del dibujo. La composición de estos frescos presenta mucho movimiento, con una armonía cabal y estilizada, con formas simples. El estilo era marcadamente bidimensional, estilizado (formas delineadas en negro), más de colores vivos y atmósfera jovial. Los pigmentos se obtenían de piedras y minerales que se molían y mezclaban. Los colores preferidos en la pintura por los etruscos fueron el rojo, verde y el azul, al parecer porque les asignaban connotaciones religiosas. El color tiene un simbolismo: los hombres aparecen en tonos oscuros y rojizos y las mujeres en tonos claros, indicios de la masculinidad y feminidad. En general los valores de las tintas son muy armoniosos y sin estridencias. Los pinceles se hacían con pelo de animal y eran extremadamente precisos (incluso en la actualidad, los mejores pinceles se hacen con pelo de buey). 
Desde mediados del siglo IV a. C., el claroscuro empezó a usarse para representar la profundidad y el volumen. El concepto de proporción no aparece en ninguno de los frescos supervivientes y a menudo se encuentran retratos de animales o de hombres en los que algunas partes del cuerpo están desproporcionadas. Uno de los frescos etruscos más conocidos es el de la «Tumba de la Leona» (Tomba delle Leonesse) en Tarquinia.
En una fase tardía, la actitud festiva ante la muerte cambió, posiblemente por la influencia del arte griego del periodo clásico, y las figuras muestran un nuevo talante, pensativo y de incertidumbre hacia el final de la vida. 
También el sarcófago se pinta. Son de terracota con figuras semitendidas sobre las tapas. Tienen vivos reflejos de claroscuro, y un tratamiento que muestra la preocupación por la vida de ultratumba. 
Otra gran realización de la pintura etrusca es la de los vasos, que se difunden a imitación de los vasos griegos. 
De las doce ciudades que formaron la confederación etrusca las que mejor han conservado mejor las muestras de su arte son: Cerveteri, Veyes, Chiusi y Tarquinia.